# Revolution (2022)
Revolution (2022) est un Pay-per-view de catch (lutte professionnelle) produit par la promotion américaine All Elite Wrestling. L'événement a eu lieu le 6 mars 2022 à l'Addition Financial Arena à Orlando (Floride). Il s'agit de la 3e édition de Revolution.

## Contexte
Les spectacles de la All Elite Wrestling (AEW) sont constitués de matchs aux résultats prédéterminés par les scénaristes de la compagnie. Ces rencontres sont justifiées par des storylines – une rivalité entre catcheurs, la plupart du temps – ou par des qualifications survenues dans les shows de la AEW. Tous les catcheurs possèdent un gimmick, c'est-à-dire qu'ils incarnent un personnage gentil (Face) ou méchant (Heel), qui évolue au fil des rencontres. Un événement comme Revolution est donc un événement tournant pour les différentes storylines en cours,.

## Tableau des matchs
| Ordre par numéros | Résultat | Stipulation(s) | Temps |
| --- | --- | --- | ----- |
| 1P | Leyla Hirsh bat Kris Statlander | Match simple | 9:50  |
| 2P | HOOK bat QT Marshall par soumission                                                                                                   | Match simple | 5:00  |
| 3P | House of Black (Malakai Black, Brody King et Buddy Matthews) bat Death Triangle (PAC et Penta Oscuro) et Erick Redbeard               | Trios match | 17:20 |
| 4 | Eddie Kingston bat Chris Jericho par soumission                                                                                       | Match simple | 13:40 |
| 5 | Jurassic Express (Jungle Boy et Luchasaurus) (c) bat ReDRagon (Kyle O'Reilly et Bobby Fish) et The Young Bucks (Matt et Nick Jackson) | 3-Way Tag Team match pour les AEW World Tag Team Championship                                                                                      | 18:55 |
| 6 | Wardlow bat Keith Lee, Powerhouse Hobbs, Ricky Starks, Orange Cassidy et Christian Cage                                               | Face of the Revolution Ladder match Le gagnant décroche l'anneau et aura droit à un match pour le AEW TNT Championship où et quand il le souhaite. | 17:20 |
| 7 | Jade Cargill (c) bat Tay Conti | Match simple pour le AEW TBS Championship | 6:50  |
| 8 | CM Punk bat MJF | Dog Collar match | 25:45 |
| 9 | Dr Britt Baker D.M.D (c) bat Thunder Rosa                                                                                             | Match simple pour le AEW Women's World Championship                                                                                                | 17:25 |
| 10 | Jon Moxley bat Bryan Danielson | Match simple | 21:05 |
| 11 | Sting, Darby Allin et Sammy Guevara battent The Andrade-Hardy Family Office (Andrade El Idolo, Matt Hardy et Isiah Kassidy)           | 6-Man Tornado Tag Team match | 13:20 |
| 12 | "Hangman" Adam Page (c) bat Adam Cole                                                                                                 | Match simple pour le AEW World Championship | 25:45 |
| La lettre C placée entre parenthèses désigne la personne ou l’équipe championne en titre. P – indique que le match a eu lieu lors du pré-show | | |       |

## Liens Externes
- Site officiel de la AEW